# Jerzy Boryski
Jerzy Boryski (ur. 5 marca 1951 w Poznaniu) – polski chemik, pracownik naukowy Instytutu Chemii Bioorganicznej PAN. Wieloletni zastępca dyrektora ICHB PAN ds. naukowych. Był kierownikiem Pracowni Chemii Nukleozydów, a następnie Zespołu Chemii Nukleozydów, po czym został profesorem afiliowanym przy Zakładzie Chemii Komponentów Kwasów Nukleinowych. Specjalizuje się w chemii organicznej i  chemii bioorganicznej.

## Życiorys
W 1974 r. ukończył chemię na Uniwersytecie im. Adama Mickiewicza w Poznaniu. W 1978 r. obronił rozprawę doktorską na Wydziale Chemii UAM. Stopień doktora habilitowanego nauk chemicznych uzyskał w 1992 r. w  Instytucie Chemii Organicznej PAN na podstawie pracy pt. Chemiczna synteza i właściwości niektórych biologicznie ważnych pochodnych guanozyny. W 2000 r. nadano mu tytuł profesora nauk chemicznych. Do 2019 r. wypromował 6 doktorów.

## Odznaczenia i wyróżnienia
Odznaczony Krzyżem Kawalerskim (2000) i Krzyżem Oficerskim (2013) Orderu Odrodzenia Polski.